# 1,4-ジオキセン
1,4-ジオキセン(1,4-Dioxene)は、(C2H4)(C2H2)O2という化学式を持つ化合物である。1,4-ジオキサンからの脱水素化によって生成される。無色の液体である。